# Papa Martí I
Martí I (Todi, Úmbria, ? - Quersonès, 655), també conegut com a Martí el Confessor va ser Papa entre el 21 de juliol de 649 fins a la seva mort el 16 de setembre de 655.

## Biografia
Va actuar com a ambaixador del papa Teodor I a Constantinoble i va ser elegit per succeir-lo com a papa. Fou l'únic papa durant la dominació romana oriental sobre el papat l'elecció del qual no va ser aprovada per un mandat imperial de Constantinoble.
Va convocar un concili al Laterà que va reunir més de cent bisbes. En aquest concili es va condemnar el monotelisme que l'emperador romà d'Orient Constant II volia imposar com a solució de compromís entre l'ortodòxia cristiana i el monofisisme. També es van confirmar les condemnes a l'Ecthesis, decretada per l'emperador Heracli, al Tipus de Constant; i es van excomunicar els patriarques de Constantinoble Sergi I, Pirrus I i Pau II.
L'emperador Constant II va reaccionar enviant una expedició a la ciutat de Roma per capturar el Papa. Martí va ser dut a Constantinoble, jutjat i condemnat a mort, pena que se li va commutar per l'exili.
Morí exiliat a la ciutat del Quersonès, abandonat pel clergat de Roma. Va ser enterrat a Constantinoble i més tard les seves despulles van ser traslladades a l'església de San Martino in Monti, a Roma

## Llegat
Una selecció de documents que registraven el judici i l'exili del papa Martí I van ser traduïts al llatí a Roma al segle IX per Anastasi el Bibliotecari.
Des de la revisió del calendari romà general de 1969, el memorial de Sant Martí I, que versions anteriors del calendari es col·loquen el 12 de novembre, és el 13 d'abril, celebrat com a aniversari formal de la seva mort. A les esglésies de ritu bizantí, la seva festa és el 14 d'abril (27 d'abril nou estil).
Tant l'església catòlica com l'ortodoxa el van considerar un màrtir i va ser canonitzat.